# Jan Teraszkiewicz
Jan Teraszkiewicz (ur. 5 maja 1793 w Księżpolu, zm. 1 marca 1863 w Chełmie) – duchowny greckokatolicki.

## Życiorys
Do 1809 kształcił się w gimnazjum w Zamościu, po czym przeniósł się do Przemyśla, gdzie w 1811 ukończył gimnazjum. W 1817 ukończył studia na Wydziałach: Teologicznym i Filozoficznym Uniwersytetu Lwowskiego.
Od 1819 wykładowca greckokatolickiego seminarium diecezjalnego w Chełmie. Święcenia kapłańskie uzyskał w 1825, zostając jednocześnie wicerektorem seminarium. W 1832 został rektorem seminarium. Prałat kustosz katedry chełmskiej (1837).
Mianowany biskupem sufraganem eparchii chełmskiej (15 września 1841), zachowując urząd rektora seminarium do 1851, konsekrowany na biskupa 21 maja 1843. Lojalny wobec władz carskich. Po śmierci biskupa Szumborskiego (1851) administrator eparchii chełmskiej.

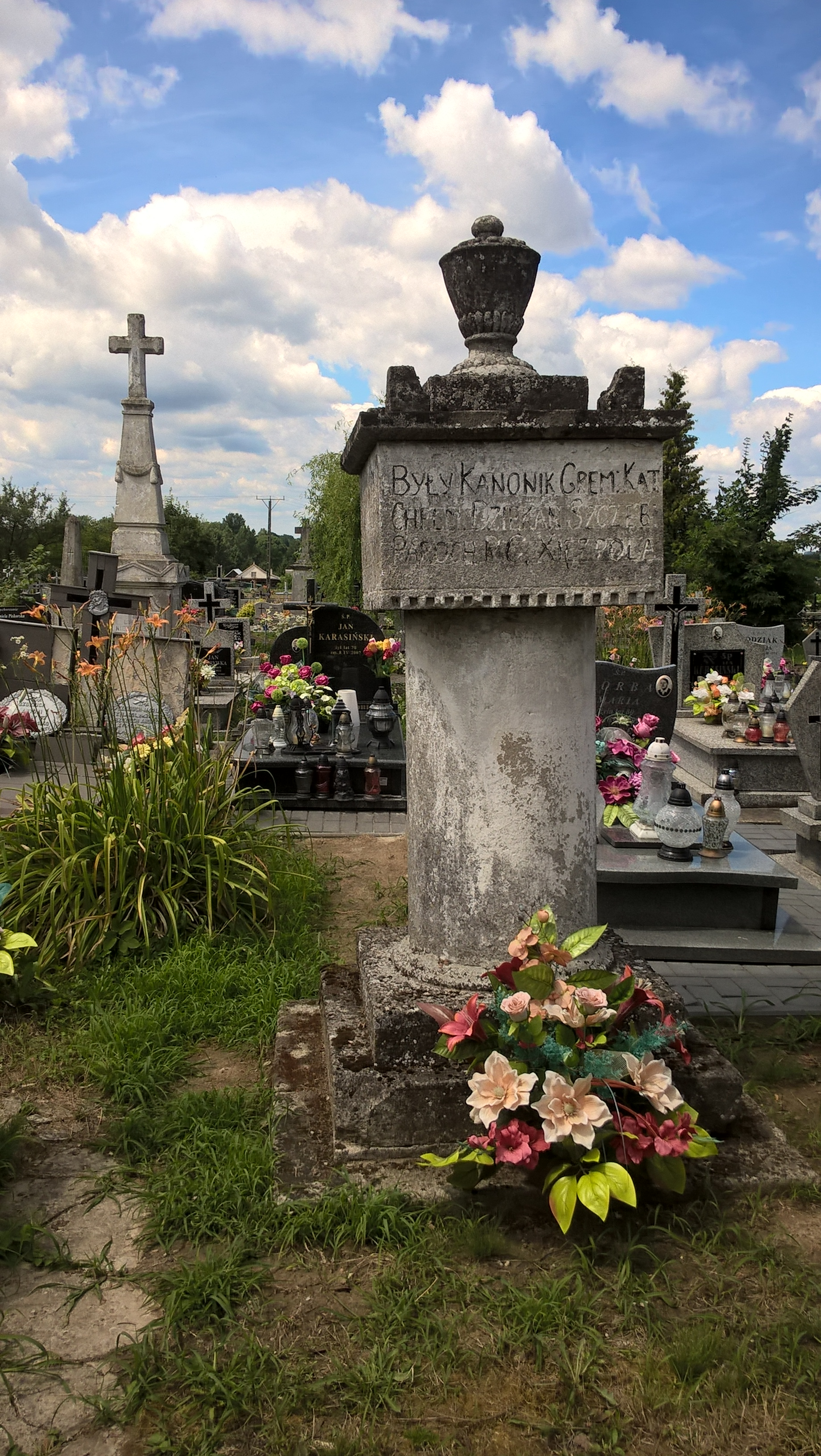
Nagrobek ojca biskupa Jana Teraszkiewicza, również Jana, w Księżpolu.

Pochowany w Chełmie.